# Dravinjski Vrh
Dravinjski Vrh – wieś w Słowenii, w gminie Videm. W 2018 roku liczyła 262 mieszkańców.